# George L. Sargent
George L. Sargent (Filadelfia, 1863 – New Haven, 5 febbraio 1944) è stato un regista statunitense.

## Biografia
Nato nel 1863 a Filadelfia, diresse 21 film nella sua carriera che va dal 1914 al 1921. Nel 1916, lavorò in un film anche come assistente alla regia di Thomas F. Dixon Jr., l'autore di The Clansman: An Historical Romance of the Ku Klux Klan, il romanzo da cui David Wark Griffith trasse il suo La nascita di una nazione. Fu anche sceneggiatore di un solo film, Tongues of Scandal del 1927.

## Filmografia
La filmografia è completa.

### Regista
- A Gentleman from Mississippi (1914)
- Midnight at Maxim's (1915)
- The Masked Dancer (1915)
- The Call of the Dance (1915)
- Il segreto del sottomarino (The Secret of the Submarine) - serial (1916)
- The Sable Blessing (1916)
- Philip Holden - Waster (1916)
- The Gilded Youth (1917)
- A Startling Climax (1917)
- By Speshul Delivery (1917)
- Heart of Gold (1917)
- High Speed, co-regia di Elmer Clifton (1917)
- A Wife's Suspicion (1917)
- The Golden Heart (1917)
- Faro Nell, Lookout (1918)
- The Coming of Faro Nell (1918)
- The Prey (1920)
- The Whisper Market  (1920)
- The Broadway Bubble (1920)
- It Isn't Being Done This Season (1921)
- The Charming Deceiver (1921)

### Aiuto regista
- The Fall of a Nation, regia di Thomas F. Dixon Jr. (1916)

### Sceneggiatore
- Tongues of Scandal di Roy Clements (1927)